# Cousances-les-Forges
Cousances-les-Forges est une commune française située dans le département de la Meuse, en région Grand Est.
Elle est issue de la fusion, en 1965 des anciennes communes de Cousances-aux-Forges et Cousancelles.

## Géographie

### Localisation
Le territoire de la commune est limitrophe de 6 communes, dont 2 communes, Chamouilley et Narcy, se trouvent dans le département limitrophe de la Haute-Marne, la Cousance la traverse.

#### Communes limitrophes
| Ancerville                | Rupt-aux-Nonains     | Aulnois-en-Perthois     |
| Chamouilley (Haute-Marne) | Cousances-les-Forges |                         |
|                           | Narcy (Haute-Marne)  | Savonnières-en-Perthois |

### Voies de communication

#### Routes
La route nationale 4 passe non loin de la commune reliant Paris à Strasbourg via Nancy, permettant ainsi d'aller de l'Île-de-France à la frontière franco-allemande et désenclaver la commune.

#### Liaisons ferroviaires
La gare-TGV la plus proche est la gare de Bar-le-Duc située à 19 kilomètres, la gare la plus proche est celle de [Saint-Dizier] à 13,5 kilomètres.

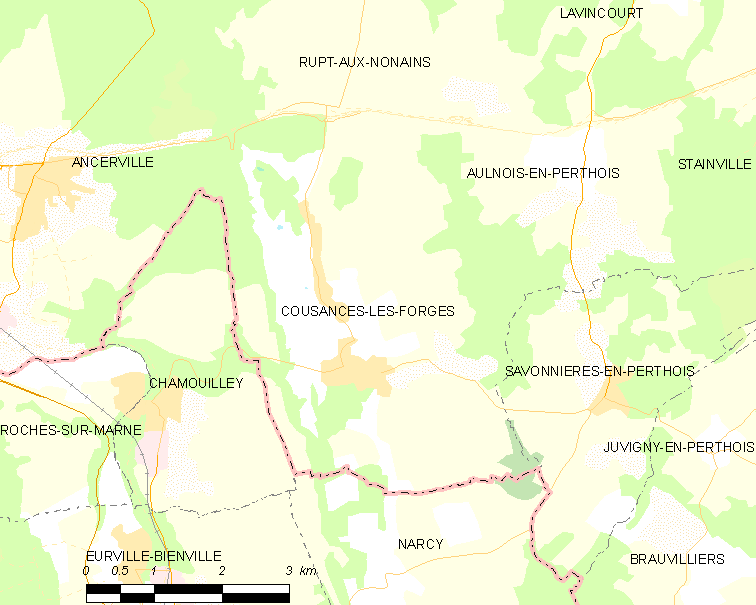
Carte de la commune.
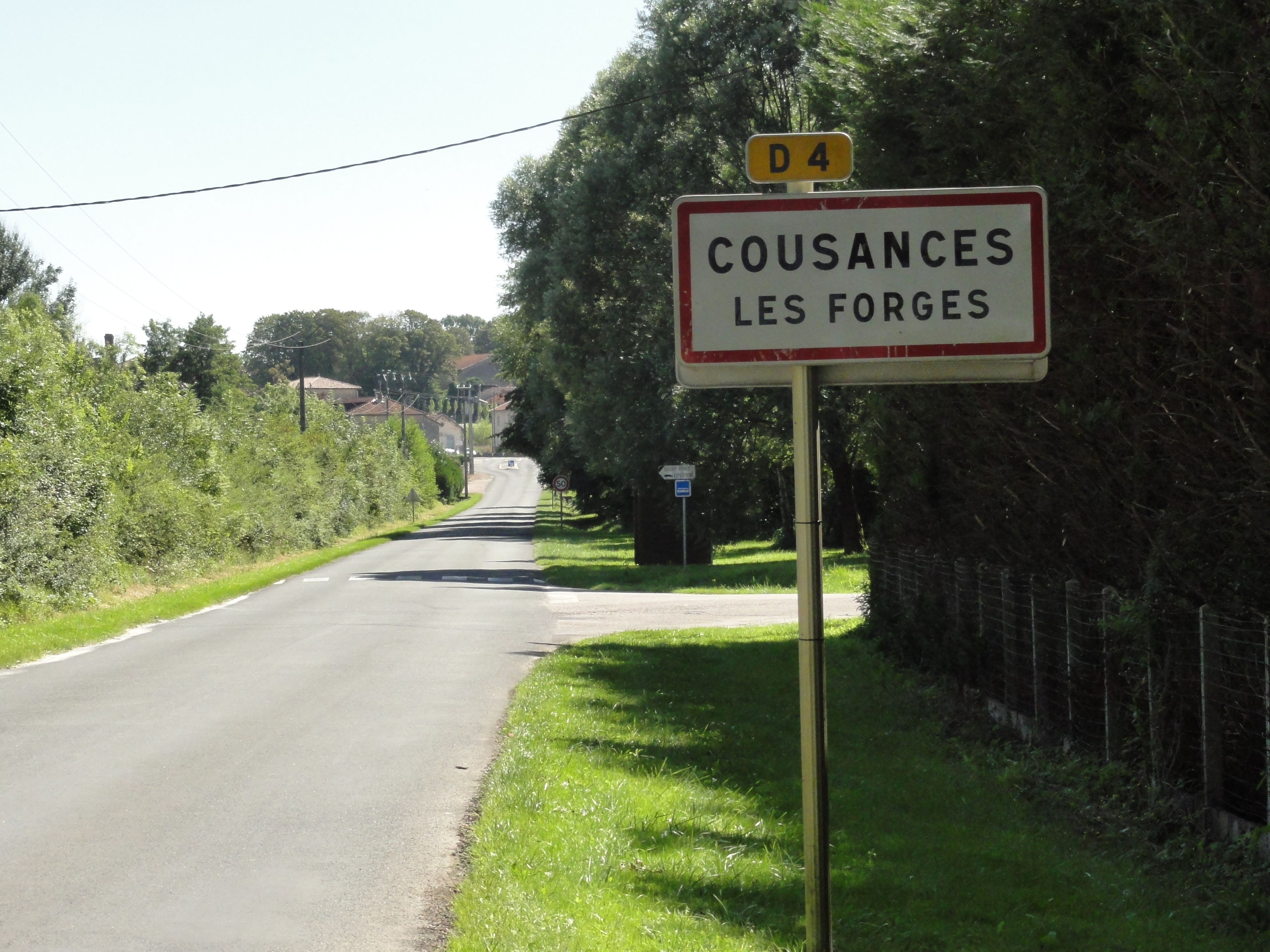
Entrée de Cousances-les-Forges.
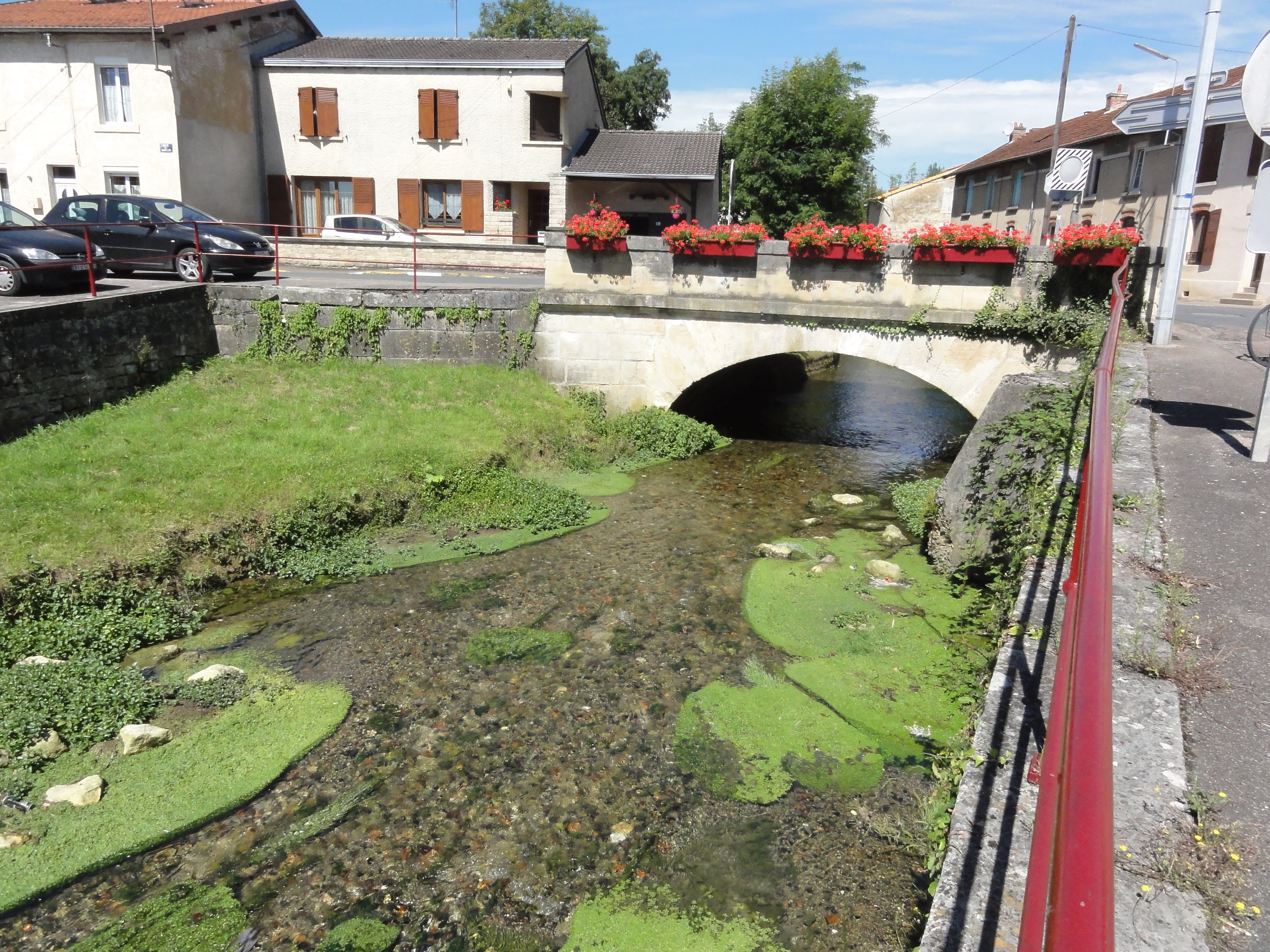
La Cousance et son pont à Cousances-les-Forges.

### Hydrographie
La commune est dans la région hydrographique « la Seine de sa source au confluent de l'Oise (exclu) » au sein du bassin Seine-Normandie. Elle est drainée par la Cousance, la Fosse du Relais, la Fosse de l'Audeuil, le Fossé 04 de la Grande Vallée, le Fossé 01 de l'Entonnoir et divers bras de la Cousance,.

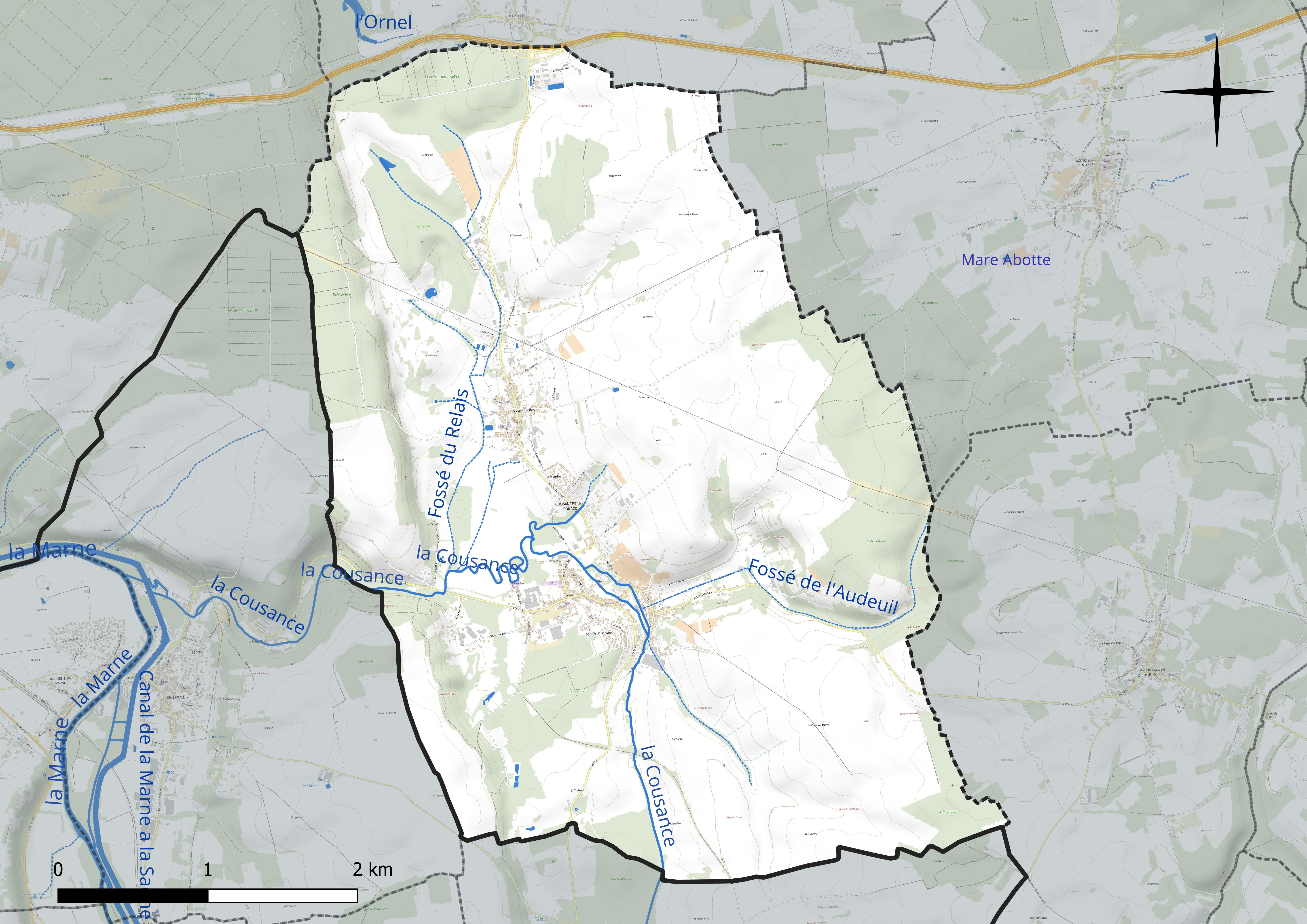
Réseau hydrographique de Cousances-les-Forges.

### Climat
Pour des articles plus généraux, voir Climat du Grand Est et Climat de la Meuse.
En 2010, le climat de la commune est de type climat de montagne, selon une étude du Centre national de la recherche scientifique s'appuyant sur une série de données couvrant la période 1971-2000. En 2020, Météo-France publie une typologie des climats de la France métropolitaine dans laquelle la commune est exposée à un climat océanique altéré et est dans la région climatique  Lorraine, plateau de Langres, Morvan, caractérisée par un hiver rude (1,5 °C), des vents modérés et des brouillards fréquents en automne et hiver. 
Pour la période 1971-2000, la température annuelle moyenne est de 10,3 °C, avec une amplitude thermique annuelle de 16,1 °C. Le cumul annuel moyen de précipitations est de 959 mm, avec 13,4 jours de précipitations en janvier et 9,5 jours en juillet. Pour la période 1991-2020, la température moyenne annuelle observée sur la station météorologique de Météo-France la plus proche, « Chevillon_sapc », sur la commune de Chevillon à 10 km à vol d'oiseau, est de 11,1 °C et le cumul annuel moyen de précipitations est de 982,1 mm. 
La température maximale relevée sur cette station est de 40,6 °C, atteinte le 25 juillet 2019 ; la température minimale est de −17,4 °C, atteinte le 20 décembre 2009,,. 
Les paramètres climatiques de la commune ont été estimés pour le milieu du siècle (2041-2070) selon différents scénarios d'émission de gaz à effet de serre à partir des nouvelles projections climatiques de référence DRIAS-2020. Ils sont consultables sur un site dédié publié par Météo-France en novembre 2022.

## Urbanisme

### Typologie
Au 1er janvier 2024, Cousances-les-Forges est catégorisée bourg rural, selon la nouvelle grille communale de densité à sept niveaux définie par l'Insee en 2022.
Elle est située hors unité urbaine. Par ailleurs la commune fait partie de l'aire d'attraction de Saint-Dizier, dont elle est une commune de la couronne,. Cette aire, qui regroupe 72 communes, est catégorisée dans les aires de 50 000 à moins de 200 000 habitants,.

### Occupation des sols
L'occupation des sols de la commune, telle qu'elle ressort de la base de données européenne d’occupation biophysique des sols Corine Land Cover (CLC), est marquée par l'importance des territoires agricoles (67,2 % en 2018), une proportion sensiblement équivalente à celle de 1990 (66,6 %). La répartition détaillée en 2018 est la suivante : 
terres arables (45,9 %), forêts (25,6 %), prairies (18,6 %), zones urbanisées (7,2 %), zones agricoles hétérogènes (2,7 %). L'évolution de l’occupation des sols de la commune et de ses infrastructures peut être observée sur les différentes représentations cartographiques du territoire : la carte de Cassini (XVIIIe siècle), la carte d'état-major (1820-1866) et les cartes ou photos aériennes de l'IGN pour la période actuelle (1950 à aujourd'hui).

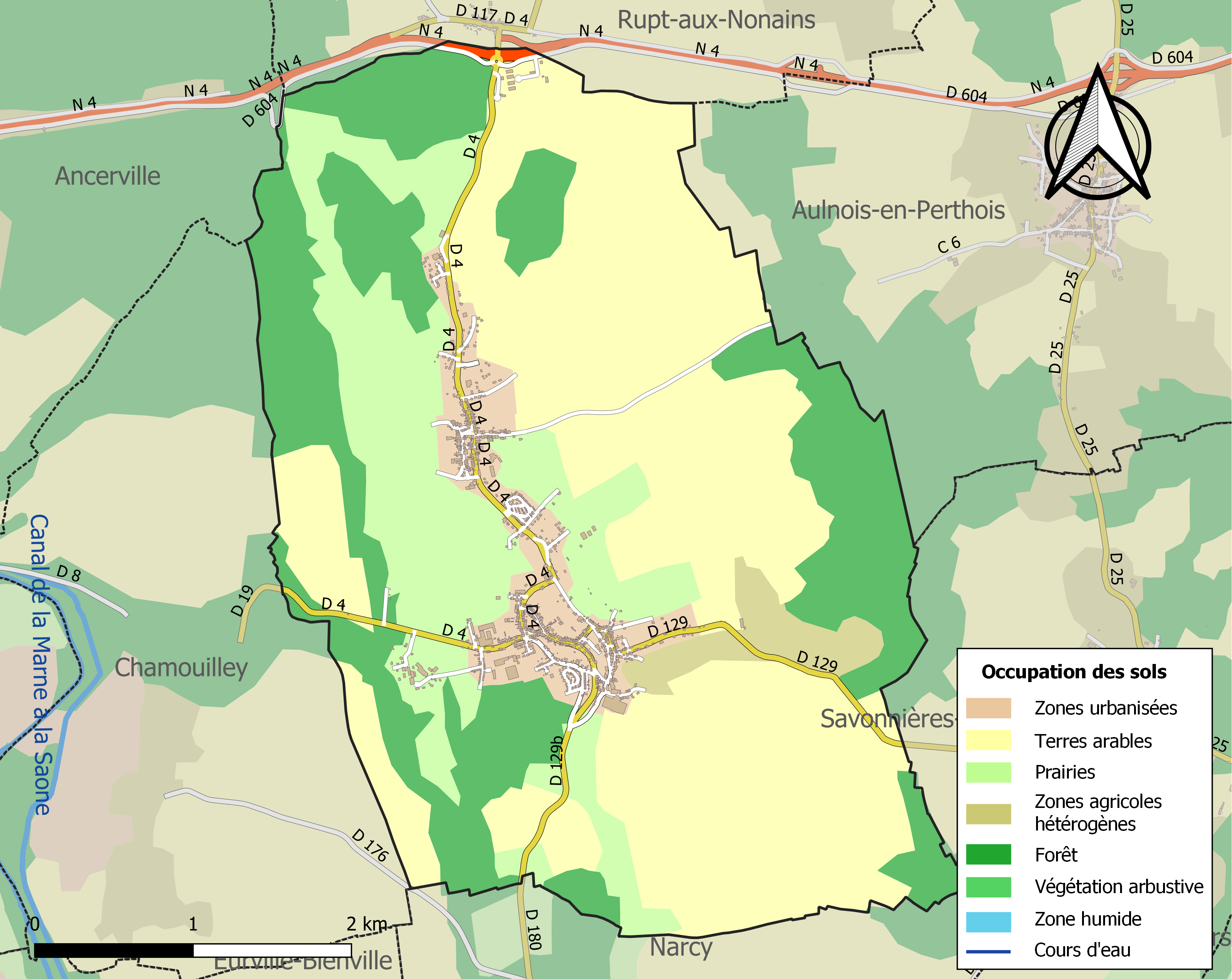
Carte des infrastructures et de l'occupation des sols de la commune en 2018 (CLC).

## Toponymie
Le nom de la localité est attesté sous les formes Cosantia villa (870) ; Cussiliacum in pago Barrense (709) ; Cussiacum, Cursiriacum ou Cussiriacum (1106) ; Cousance-au-Bois (1579) ; Cousancelle-aux-Bois (1711) ; Cousancium-in-Silvis (1749) ; Par décret du 11.12.1847, Cousances prend le nom de Cousances-aux-Forges. Cousances-les-Forges depuis 1965.

Dérivé de l'hydronyme prélatin *cosa suivi du suffixe -antia, le village est établi sur le cours de la Cousances .

## Histoire

### 1914 – 1918
Le 1er août 1914, la mobilisation générale est décrétée en France.
Dès le début de septembre 1914, les Allemands occupent Revigny-sur-Ornain (voir aussi : Bataille de Lorraine) distant d'une trentaine de kilomètres et menacent Bar-le-Duc. Le canon gronde et fait trembler les vitres de l’église de Cousances.
Cousances recueillit deux vagues de réfugiés venus des territoires envahis en 1914 puis 1916 (bataille de Verdun).
«  D'après une lettre du préfet (novembre 1914, no 255) chaque réfugié devait toucher, chaque jour, une livre de pain, et pour 10 jours : 1 kg de graisse, 1 kg de légumes et 0,50 Fr. d’épicerie. »
Le front n’atteindra jamais le village qui servira de centre d’instruction pour les soldats qui monteront au front. Des stages de 3 semaines leur permettent de s'entraîner au maniement du fusil, de la mitrailleuse, grenade et torpille à ailettes (soldats des 11e, 15e, 128e (1916), et surtout 115e Régiment d'Infanterie (= 315e RI, voir 115e régiment d'infanterie de ligne).). Y cantonnèrent également, ce qui à partir de 1916 sera de moins en moins bien vécu par la population, une cinquantaine d'artilleurs, un train d’équipage chargé du ravitaillement (début de la guerre), un groupe d’assaut ou corps-franc qui effectuaient régulièrement des opérations éclairs sur quelque endroit du front, une cinquantaine d’artilleurs ; en 1915, durant 3 semaines, un régiment de dragons et un de cuirassiers qui partirent ensuite pour Tahure. Des voitures-ambulances stationnaient également. « …A Cousances fut organisée l’œuvre de la Croix-Rouge. Un ouvroir était ouvert chez les Sœurs (école Sainte-Geneviève) pour réparer ou utiliser tout le vieux linge recueilli, car il fallait des draps pour le hôpitaux militaires, de la charpie et des bandes pour le soin des blessés. Des matelas. Appel était fait aux bonnes volontés. (in Gaillemin p.184)». Un parc de réparation des camions qui servaient à rallier Verdun était installé à l’usine Champenois, des femmes y travaillaient.
Les avions ennemis ne bombardèrent quasiment pas les usines de Cousances, lesquelles pourtant travaillaient pour l'armement, mais se dirigeaient plutôt sur Marnaval et Saint-Dizier (10 km vers l’ouest).
À l'usine Champenois étaient fondus des obus et des grenades. Au haut-fourneau : des grenades et des chaudières pour les cuisines militaires. Cela permet à quelques mouleurs et ajusteurs de métier du village d’être affectés spéciaux dans leur usine tout en étant mobilisés.
Comme une multitude de municipalités françaises, Cousances et Cousancelles perdirent de nombreux enfants lors de ce premier conflit mondial (« …Soixante-deux des vôtres sont tombés pour la cause sainte… » extrait du discours d’André Maginot, ministre des pensions, pour l’inauguration du monument aux morts (commandé à M. Camus, statuaire à Toulouse), le 2 octobre 1921.).

### 1918 - 1939
Les industries et les artisans :
Le Haut Fourneau (usine André)
Cette usine continua sa production, sous sa marque caractéristique « AC, André à Cousances ». Le syndicat Saint-Joseph fut dissous le 16 février 1930. Il n’était plus qu'un économat (voir II 1. page 123).
L'usine Champenois
Au moment de la guerre 1914, les établissements Champenois, avec leurs filiales (Noncourt, Châteauroux, Saint-Quentin, Cousances) fournissaient 80 % du matériel agricole français.
Cette usine devint propriétaire de la « fonderie du château » qui avait été mise en liquidation. En 1916, les différentes usines s'étaient groupées en une société : « les établissements Champenois-Rambaux et Cie ». Une usine moderne fut construite à Saint-Dizier pour la fabrication en grande série de râteaux faneurs hippomobiles et machines de récolte. En 1939, cette usine devait être réquisitionnée. Après la guerre, la Cima s’installera sur ce terrain. Le syndicat des métallurgistes de Cousances et environs, fondé en 1903, cessa d’exister vers 1923 (voir II 1 p. 129).
Le petit Creusot
Depuis 1913, c’était la société « Ch. Aubry, Borel et Cie ». Auguste Borel (mort en mai 1931), originaire d’Auvergne, était ingénieur des Arts et Métiers de l'École nationale de Cluny. Il avait été contremaître de l'usine André (Haut Fourneau).
Dans les productions de cette usine, relevons : des roues Bajac pour Liaucourt, fabricant de charrues, des roues Goujis pour Huard, fabricant de charrues à Châteaubriand, auquel étaient expédiés en moyenne 2 à 3 wagons par mois, ce qui représentait 50 à 60 tonnes.
L'usine travaillait aussi pour l’exportation. Vers 1925-1930, des roues rosaces de 2,70 m de diamètre furent expédiées à des Pères Blancs à la Martinique.
Autres exportations
Au Chili, en Indochine, au Maroc, en Algérie, en Tunisie, à Madagascar, à Alexandrie… roues de charrettes « Impérissable » à double bandage, roues de 1,70 – 1,80 m de diamètre.
En plus des roues, l'usine fabriquait des boîtes aux lettres en fonte, des carcasses de génératrices électriques, des poulies métalliques en 1 ou 2 pièces, à moyeu fonte, raies acier olive dont un important client était M. Dissoubray, spécialisé dans les organes de transmissions.
Tuilerie Benoit
Cette tuilerie a appartenu à un ancien maire de Cousances (Léon Benoit décédé en 1932), elle ferma aux environs de 1934.
Tuilerie de Cousancelles
Elle fut détruite par le feu le 30 janvier 1933.
Durant ces années, d'autres établissements ou industries sont nés. Nous parlerons de leur début pour les retrouver après 1940.
La Société des Forges
Usine fondée en 1935 par Henri Perrin. Indépendante du Haut Fourneau bien que l'atelier d’emboutissage soit dans les locaux et l'émaillerie commune. Alors que le haut fourneau utilise la fonte, cette usine prenait pour matière première de la tôle épaisse en feuilles. Ces feuilles étaient coupées et travaillées sur différentes presses variant de 25 à 250 tonnes, pour en faire des casseroles, des fait-tout, etc.
La maréchalerie Panard-Linard
Elle appartient à une ancienne famille de Cousances dont la présence est attestée dans les premiers actes paroissiaux datant de 1680) :
Elle évoluera avec le charronage et la réparation des machines agricoles : lieuses, faucheuses, etc. Après 1940, nous trouverons les établissements Panard-Linard.
On trouve également : un garage (Garage Maur – Brosse 1922) ; une société de transports (transports Voinot – Tissot 1930) spécialisée principalement dans le transport de produits métallurgiques vers Saint-Dizier, Commercy, surtout pour Paris ; la société forestière Marsal et Cie datant d'avant 1914.
- 1924 : installation d'un distributeur automatique d'essence à Cousances.
- 1929 : la commune est désignée centre de secours.
- 1931 : création d'un syndicat de communes pour la réalisation d'une distribution de gaz.

Durant ces années, le Naix – Güe (train reliant Naix-aux-forges à Ancerville-Güe (cf. : Ancerville (Meuse)) passait régulièrement avec des trains de marchandises ou de voyageurs.
Éducation, culture et loisirs
À la suite des lois de la Séparation, les sœurs de la Congrégation de la Doctrine chrétienne n'avaient plus le droit de tenir l'école Sainte-Geneviève. L'école fut rouverte en 1914. Les sœurs, quant à elles, tinrent l’école ménagère et la garderie. L’école ferma en 1942, les sœurs quittèrent Cousances. Au cours de ces années furent institués, à Cousances et à Cousancelles, des cours d’adultes pendant l'hiver. Ils étaient gratuits.
En 1923, monsieur Bugnon, directeur de la Coopérative de la Meuse, permit d’installer à Cousances « un cinéma pour développer l'instruction des enfants, des adultes et du public. »
Septembre 1936 : formation de la société de pêche « La Saumonée ».

### La guerre de 1939 – 1945
Durant la « drôle de guerre », pendant quelques mois, un parc d’artillerie était installé à l’usine du château (plus tard AMSU), il fut ensuite transféré à Mogneville. Pour la défense anti-aérienne, un poste d’écoute et d’observation était installé à gauche du chemin de la côte des Folies. 5 ou 6 soldats sans matériel devaient repérer et signaler le vol d'avions ennemis. Un autre poste, équipé d’écouteurs amplificateurs à alvéoles, était installé aux Coufins, territoire de La Houpette. Au haut-fourneau et à l'usine Aubry étaient fabriquées des grenades V.B., une commande de 4 000 ches Aubry, peut – être autant au haut fourneau… dont environ la moitié fut livrée, car au mois de mai…
Un dimanche de mai, à midi, un combat aérien eut lieu au–dessus de Cousancelles. L'avion français fut touché et tomba sur le plateau entre Cousancelles et Ancerville, dans les prés Peschau. La lisière de Cousances est bombardée le 12 juin (bois Simon, vers la cité Jeanne d’Arc..). le Panzergruppe du général Guderian est à Saint-Dizier le 14 juin à 5 h 30 du matin. Bar-le-Duc est occupé le samedi 15.
De la fin juin jusqu'en octobre 1940 cantonna à Cousances et Cousancelles un bataillon d'artillerie commandé par un capitaine. Ensuite, ce furent différentes unités. Les dernières troupes allemandes quittèrent Cousances et Cousancelles en février 1942 pour se porter sur le front russe.
Une Ortskommandantur fut installée le 13 juillet 1940 dans un foyer abandonné lors de la débâcle. Elle était commandée par le capitaine Dechner qui fut remplacé, le 13 août par le capitaine Assmann. Il avait sous sa juridiction, Cousances, Cousancelles et Narcy.
D'après les conventions d'armistice, la France était divisée en zone libre et en zone occupée. Ces zones comportaient elles-mêmes des espaces aux statuts particuliers. Ainsi, Cousances et Cousancelles se trouvaient ils en « zone occupée réservée » (prévue pour devenir une colonie de peuplement allemand). Il en fut ainsi jusqu'en 1942, lorsqu'à la suite du débarquement des Alliés au Maroc et en Algérie, les Allemands occuperont toute la France. La limite de la zone réservée, pour ce secteur, était le canal ou le chemin de fer Joinville - Saint-Dizier. Ainsi, pour aller à Saint-Dizier, il fallait un Ausweis (laissez-passer) que l’on devait présenter au poste allemand, situé au pont du canal.
En juillet 1940, l'activité commerciale était faible par suite de la disparition complète des stocks et les difficultés de ravitaillement. La reprise agricole avait été rapide, son activité normale. Malgré l'absence des patrons, le Haut Fourneau et l'usine Champenois furent remis en marche. Marcel Aubry était revenu presque aussitôt d'exil (il sera nommé, le 10 novembre 1943, chef du Mouvement « Ceux de la Résistance » pour la région de Cousances et le canton d’Ancerville, par Alain de Lambilly, chef régional du Mouvement pour la Meurthe-et-Moselle, la Meuse, les Vosges, les Ardennes). Mi-juillet, l'usine André fut remise en activité. Le stock de matières premières, fonte et charbon était important. Le Haut Fourneau, avec 40 ouvriers, peut–être plus, reprit sa production de casseroles, de cuves pour produits chimiques et de plates-formes pour chemin de fer. M. Chatel rentra d’exil vers le 17 août.
Vers 1943, l'usine fabriqua des pièces mécaniques pour la marine allemande. Chez Champenois, l'usine fut remise en route vers la fin de juillet et continua sa fabrication de machines agricoles. Les Allemands en achetèrent pour leurs exploitations. Chez Aubry, avec une vingtaine d'ouvriers, on continua à fabriquer des roues métalliques, des pièces diverses de fonderie. Un des principaux clients était Dickoff, de Bar. L'usine ne travailla pas pour les Allemands. Les usines avaient besoin de matières premières : fonte, charbon, acier. Le comité d'organisation des diverses industries fournissait des bons matière à la commande.
C'est vers mars 1943 que l'organisation Todt s'installa dans ce secteur pour des travaux souterrains dans les carrières de Savonnières. Le bureau était situé rue Mme Robert (maison Charoy). Quel était le but de ces travaux ? Ceux qui y ont travaillé n’ont pu le deviner : pour lancer des V1 et V2 ? Une usine souterraine ?
La ligne Naïx – Güe fut aménagée pour un plus fort trafic car les Allemands allaient l'utiliser beaucoup. Pour alimenter en matériaux les travaux de l'entreprise (gravier, sable, ciment), il fallut renforcer le pont du chemin de fer. une piscine, et une station de pompage électrique furent construites, l'eau ainsi collectée était acheminée à Savonnières en camions citernes. L’organisation Todt, dans ce secteur, employait environ 4 000 ouvriers, dont au moins une cinquantaine originaires de Cousances, environ 7 à 800 d'entre eux logeaient à Cousances. Des membres de l'organisation Todt (Belges flamands, Luxembourgeois, Rhénans) logeaient à Cousancelles. Ils faisaient presque tous partie d'une fanfare. L'organisation Todt avait requis, pour le théâtre aux armées, un groupe de musiciens du Lido de Paris, dirigé par Ben Horris, qui donnait des concerts à la salle des fêtes de l'usine, pour les chefs de l'organisation Todt… ces derniers quittèrent Cousances le 27 août 1944.
À Cousances vivaient quelques familles juives qui avaient évacué au moment de l’exode. Les membres de la famille Gougenheim, qui était revenue et avait tant bien que mal rouvert la boucherie familiale, furent déportés puis considérés comme morts selon un document du 13 avril 1944.
Bar-le-Duc est libéré le 31 août 1944 au soir.

### De 1945 à nos jours
L'actuelle commune de Cousances-les-Forges est issue de la fusion, le 25 février 1965 des anciennes communes de Cousances-aux-Forges et Cousancelles. Un odonyme local, « Rue du 25-Février », rappelle cet événement.

## Politique et administration

### Liste des maires
| Période                                  | Période  | Identité                                       | Étiquette | Qualité            |
| ---------------------------------------- | -------- | ---------------------------------------------- | --------- | ------------------ |
| Les données manquantes sont à compléter. |          |                                                |           |                    |
| 1965                                     | 1971     | André Leblanc                                  |           |                    |
| 1971                                     | 1977     | Louis Clause                                   |           |                    |
| 1977                                     | 1983     | Christian Viller                               |           |                    |
| 1983                                     | 1989     | Gérard Pecriaux                                |           |                    |
| 1989                                     | 1995     | Christian Viller                               |           |                    |
| 1995                                     | 2001     | Pierre Kubica                                  |           |                    |
| mars 2001                                | (décès)  | Guy Chatel                                     |           |                    |
|                                          | 2008     | Pierre Kubica                                  |           |                    |
| mars 2008                                | En cours | Francis Thirion Réélu pour le mandat 2020-2026 |           | Ancien agriculteur |

## Population et société

### Démographie
L'évolution du nombre d'habitants est connue à travers les recensements de la population effectués dans la commune depuis 1793. Pour les communes de moins de 10 000 habitants, une enquête de recensement portant sur toute la population est réalisée tous les cinq ans, les populations de référence des années intermédiaires étant quant à elles estimées par interpolation ou extrapolation. Pour la commune, le premier recensement exhaustif entrant dans le cadre du nouveau dispositif a été réalisé en 2008.

En 2022, la commune comptait 1 644 habitants, en évolution de −3,29 % par rapport à 2016 (Meuse : −4,4 %, France hors Mayotte : +2,11 %).
| 1793 | 1800 | 1806 | 1821 | 1831  | 1836  | 1841  | 1846  | 1851  |
| ---- | ---- | ---- | ---- | ----- | ----- | ----- | ----- | ----- |
| 800  | 788  | 842  | 933  | 1 123 | 1 111 | 1 195 | 1 301 | 1 390 |

| 1856  | 1861  | 1866  | 1872  | 1876  | 1881  | 1886  | 1891  | 1896  |
| ----- | ----- | ----- | ----- | ----- | ----- | ----- | ----- | ----- |
| 1 219 | 1 337 | 1 422 | 1 319 | 1 461 | 1 505 | 1 600 | 1 631 | 1 732 |

| 1901  | 1906  | 1911  | 1921  | 1926  | 1931  | 1936  | 1946  | 1954  |
| ----- | ----- | ----- | ----- | ----- | ----- | ----- | ----- | ----- |
| 1 780 | 1 730 | 1 902 | 1 615 | 1 656 | 1 440 | 1 320 | 1 052 | 1 326 |

| 1962  | 1968  | 1975  | 1982  | 1990  | 1999  | 2006  | 2008  | 2013  |
| ----- | ----- | ----- | ----- | ----- | ----- | ----- | ----- | ----- |
| 1 319 | 1 694 | 1 883 | 1 890 | 1 828 | 1 716 | 1 704 | 1 708 | 1 707 |

| 2018  | 2022  | - | - | - | - | - | - | - |
| ----- | ----- | - | - | - | - | - | - | - |
| 1 676 | 1 644 | - | - | - | - | - | - | - |

## Économie

### Usine
La commune comptait autrefois des forges, fondées en 1553, comprenant hauts-fourneaux et fonderies.

## Culture locale et patrimoine

### Lieux et monuments

#### Édifices civils
La commune compte un monument historique :
- Le château de l'Isle dont la cheminée monumentale a été classée par décret du 11 mars 1927 et le reste du château l'a été par arrêté du 19 novembre 1976[26].

#### Édifices religieux

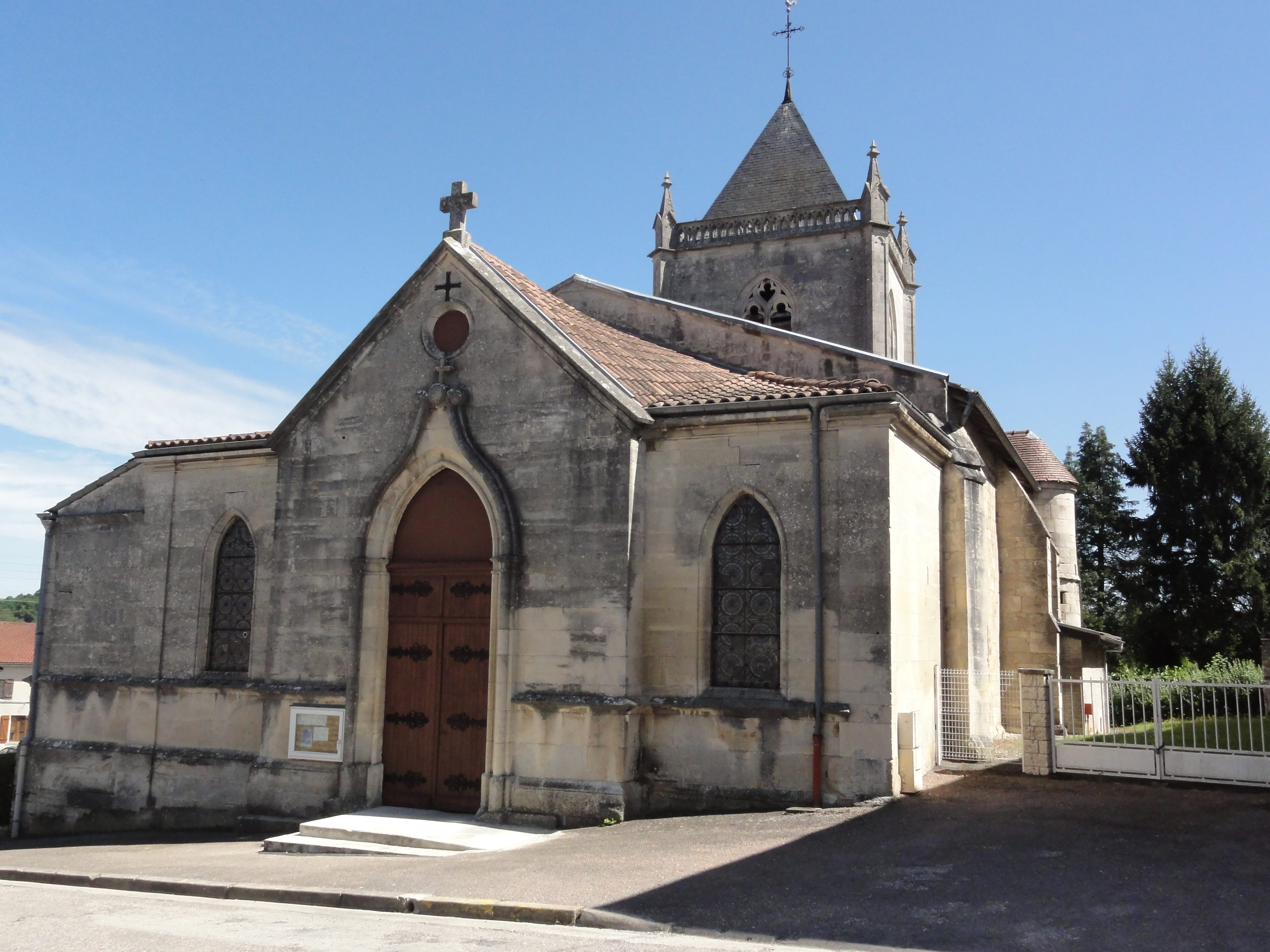
Église Saint-Memmie de Cousances.
- Église de L'Assomption de Cousancelles.
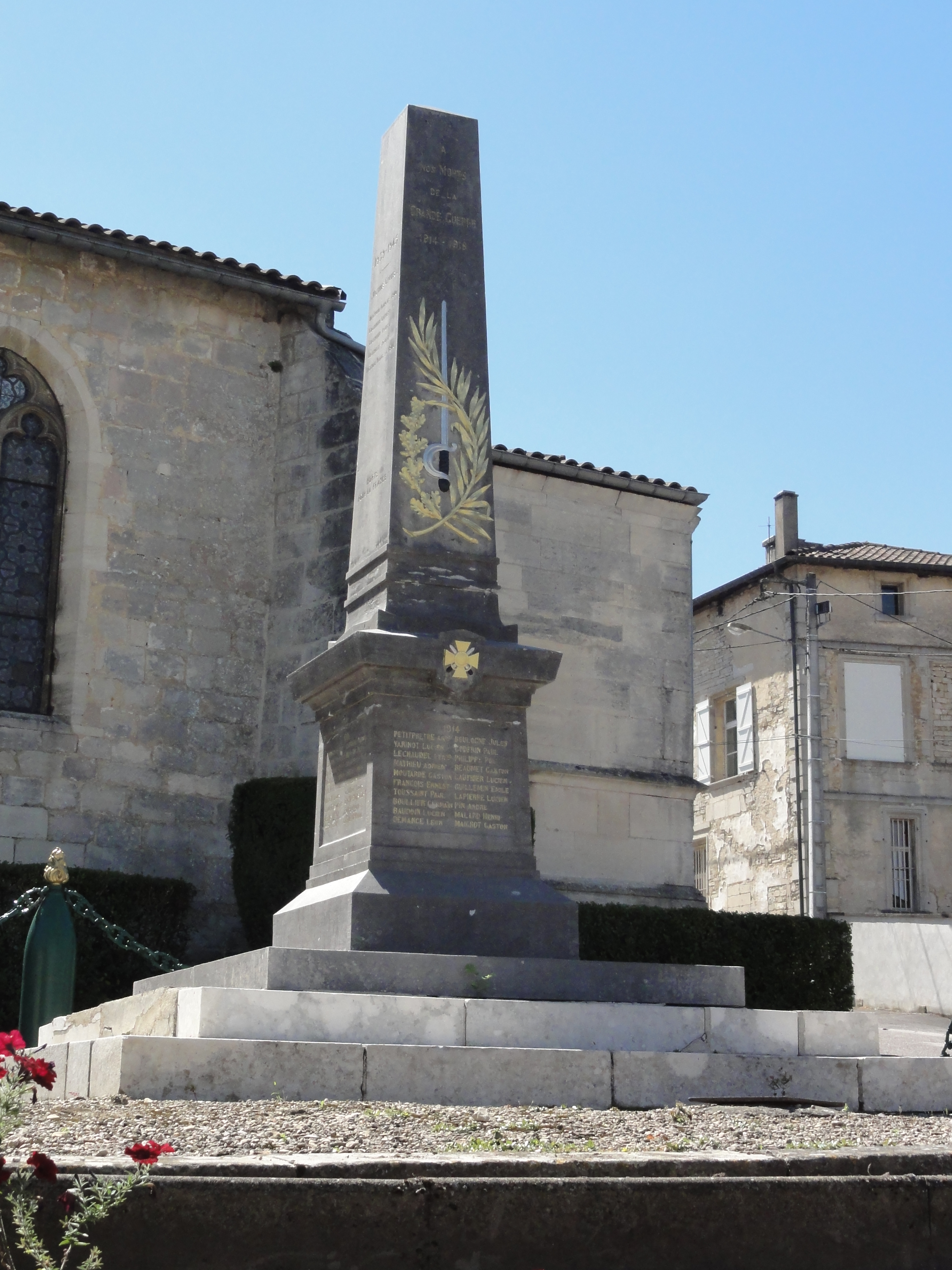
Monument aux morts de Cousances.
- Monument aux morts de Cousancelles.
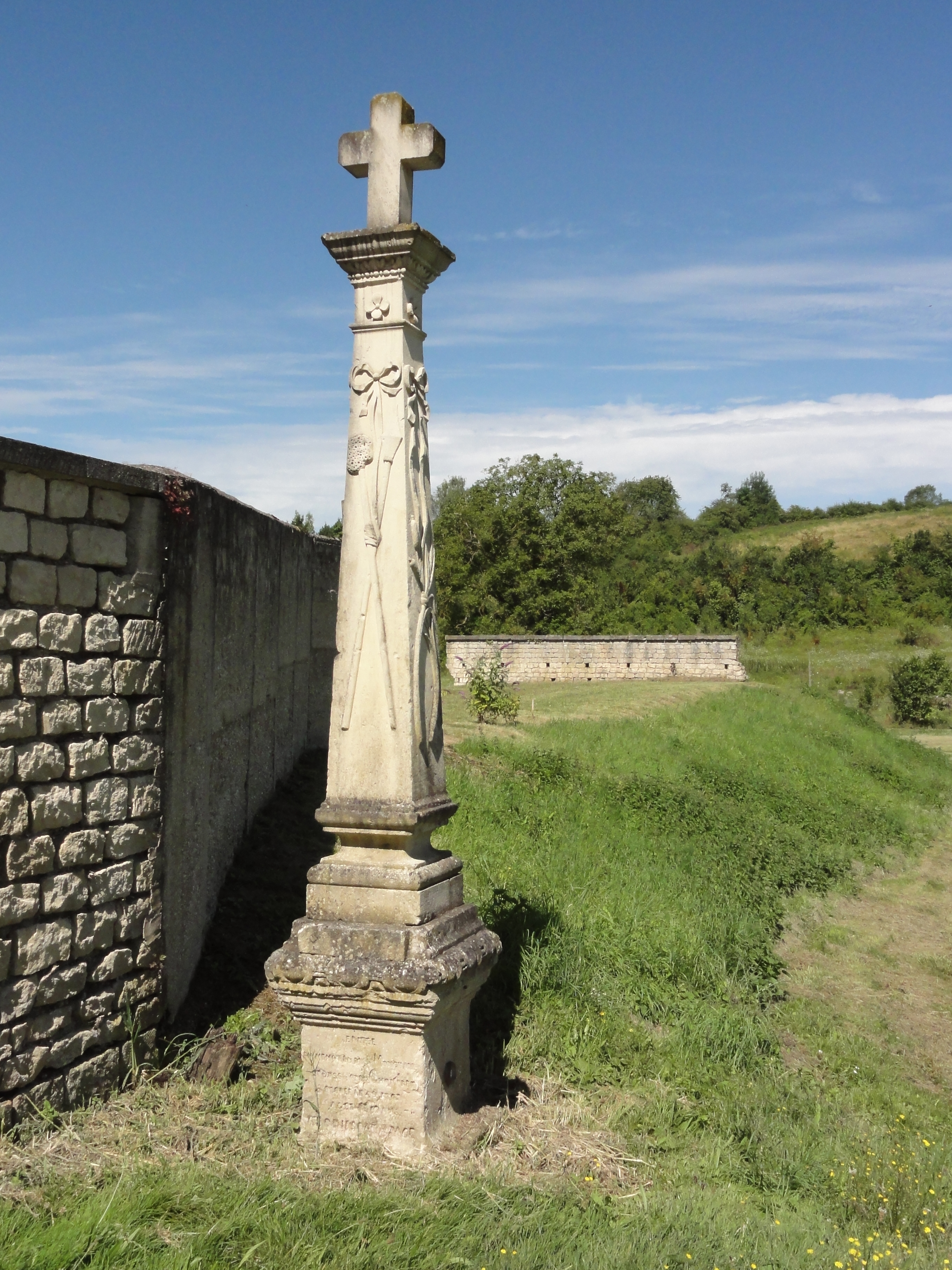
Croix de chemin sculptées.

- Église Saint-Memmie de Cousances.
- Monument aux morts de Cousances.
- Une des croix de chemin.

### Personnalités liées à la commune
- Jules Lombard, carrier.

### Héraldique
| Blason de Cousances-les-Forges | Blason  | Parti : au 1er d'argent à trois bandes de gueules, au lion d'or, armé et allumé de sable brochant sur le tout, au 2e d'or à trois maillets de sable mal ordonnés. |
| Blason de Cousances-les-Forges | Détails | Les bandes de gueules et le lion évoquent les armes de Florainville, longtemps seigneur du lieu qui portait : de gueules à trois fasces d'argent, au lion de sable brochant sur le tout. Les trois maillets représentent les forges, une activité traditionnelle de Cousanges. Ces armoiries ont été créées par Régis Dupont adjoint au Maire, qui s'est inspiré d'une taque de cheminée présente dans sa maison. Elles ont été adoptées par la commune en 2008. |